# Museu Nacional de les Comores
El Museu Nacional de les Illes Comores és un museu nacional a la capital de Moroni de l'illa de Grande Comore de les Illes Comores, per mostrar el patrimoni cultural del país.
El museu es va obrir el 1989 i té quatre espais d'exposició. El primer espai incorpora història, art, arqueologia i religió. El segon és de vulcanologia i ciències de la terra. El tercer és d'oceanografia i ciència Natural. El quart és d'Antropologia Social i Cultural. El museu forma part del Centre Nacional de Documentació i Recerca Científica (CNDRS), juntament amb dos museus regionals més petits a les illes d'Anjouan i Mohéli.